# Bardez

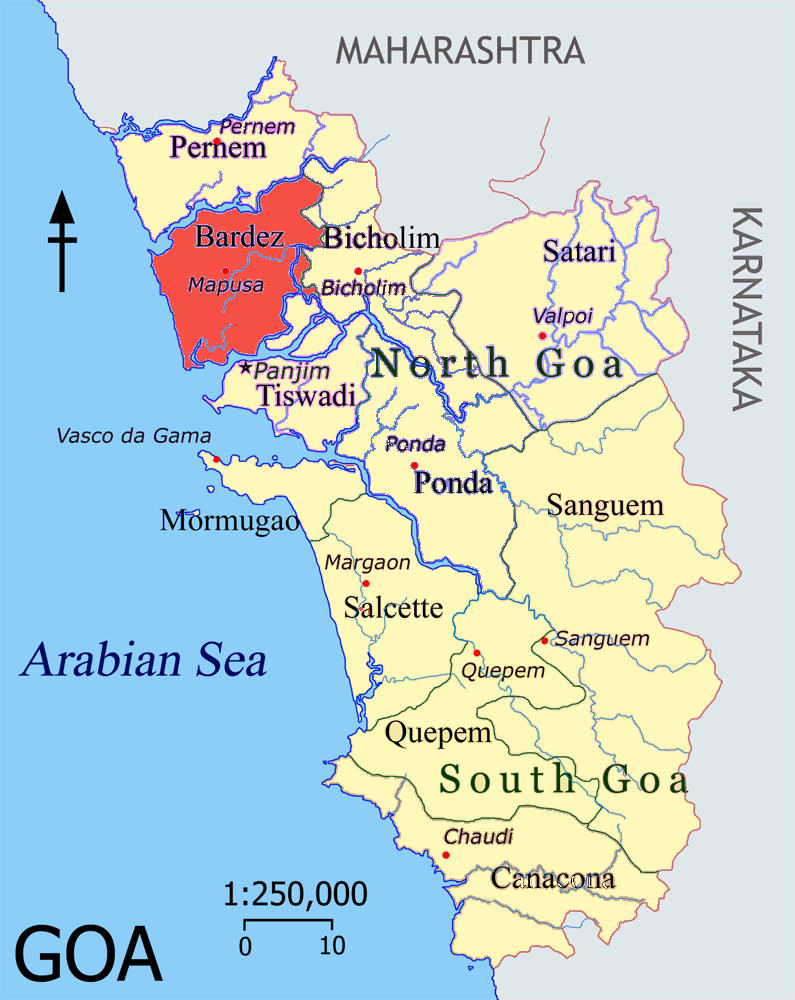
Concelho de Bardez

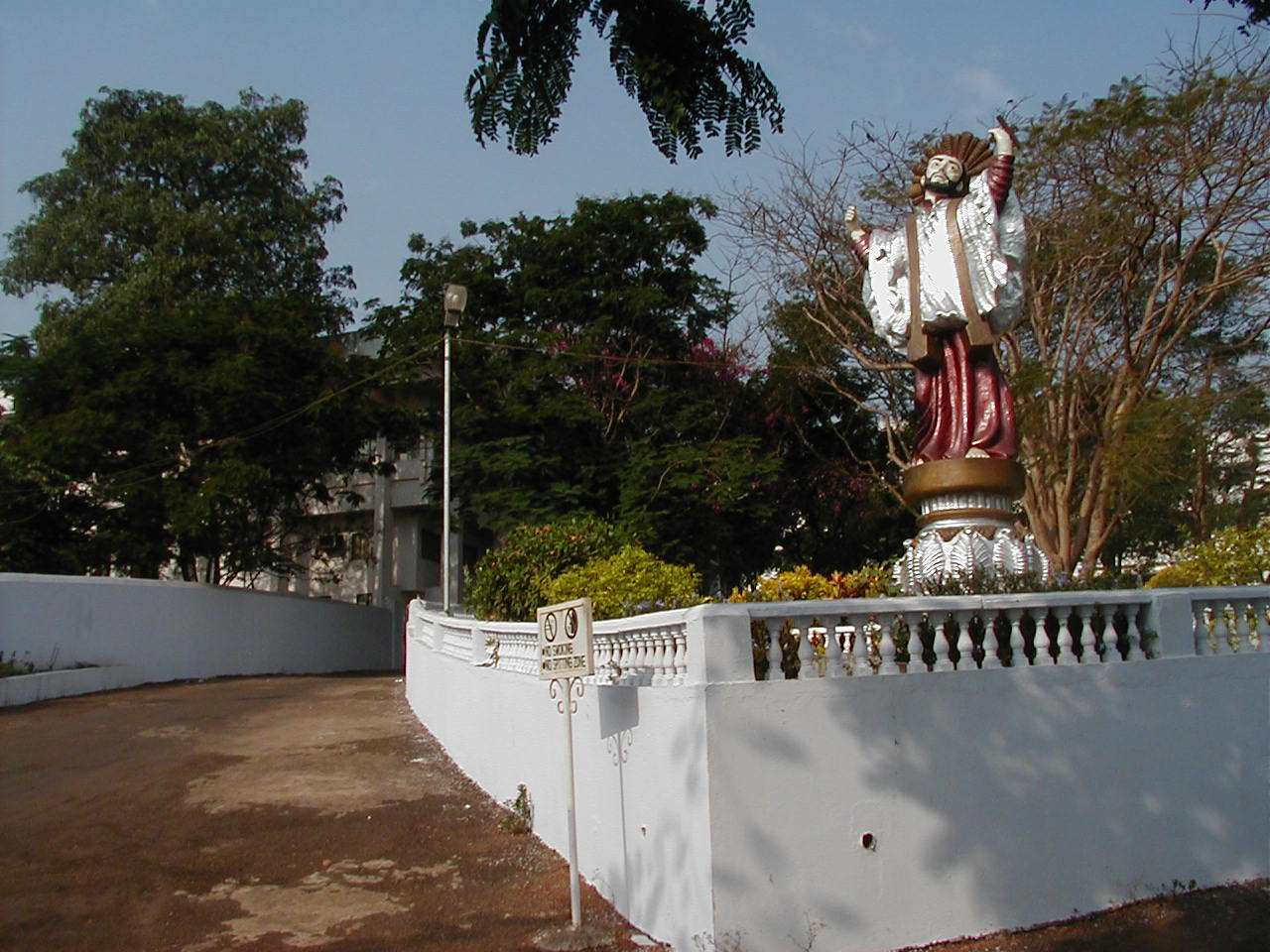
Colégio de São Francisco Xavier, Mapuçá

Bardez (concani: बार्देस) é um concelho (taluka) do distrito de Goa Norte. Bardez, ou melhor Bara desh significa "doze terras", em provável referência às aldeias de Aldona, Moira, Olaulim, Nachinola, Siolim, Anjuna, Candolim, Serula, Saligão, Sangolda, Assagão e Pomburpa.
Bardez é limitado a norte pelo rio Chapora, a sul pelo rio Mandovi, a leste pelo rio Mapuçá e a oeste pelo Mar Arábico.
A cidade de Mapuçá é a sede do concelho.

## História
Bardez, em conjunto com Salcete, foi integrado no território de Goa por Garcia de Sá, 14.º governador da Índia (1548). Bardez e Salcete fazem parte das designadas Velhas Conquistas.